# Susan Travers
Susan Travers (Londres, 23 de setembro de 1909 - Paris, 18 de dezembro de 2003) foi uma militar britânica nas forças francesas, a única mulher na Legião Estrangeira, onde foi apelidada de "A Miss".
Ela foi a motorista e depois a amante do general Kœnig durante a Segunda Guerra Mundial. Por sua conduta em Bir Hakeim, recebeu a Croix de Guerre 1939-1945. Também foi laureada com a Medalha Comemorativa 1939-1945 com as marcas da África, Itália e Libertação, da medalha colonial, do mérito sírio 4a classe, da Cruz de Libertação da Finlândia e de oficial da ordem de Nichan Iftikhar, bem como cavaleira da Legião de Honra.